# 明神礁

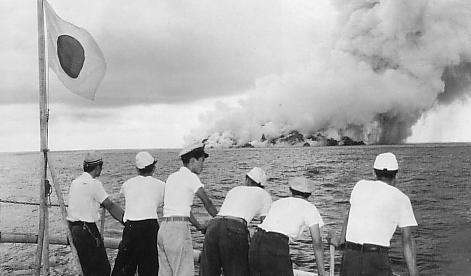
噴煙を上げる明神礁とそれを眺める「しきね」船員（1952年）

明神礁（みょうじんしょう）は、伊豆諸島南部、須美寿島の北約50キロメートル、ベヨネース列岩の東約10キロメートルに位置する海底火山である。

## 解説
海底火山体の本体は明神海山と呼ばれ、海底からの比高が約1,600メートル、直径約7×10キロメートルの海底カルデラをもつ。明神礁はこのカルデラの外輪山北東部に形成されたあと、カルデラ火山となっている。ベヨネース列岩は西側カルデラ縁上にあるが、カルデラの形成よりも先に形成された先カルデラ火山である。また、カルデラ中央部には高根礁とよばれる中央火口丘があり、山頂は水深330メートルにある。
1952年（昭和27年）9月17日午前の噴火を最初に報告した静岡県焼津市の焼津港所属の漁船「第十一明神丸」にちなんで命名された。雲仙普賢岳などと同じデイサイト質の溶岩を噴出する火山で、激しい爆発を起こす性質がある。激しい火山活動をたびたび引き起こし、何度か標高200～300メートルまで達する新島を形成したが、自らの爆発で消滅したり波浪に浸食されたりして、現在に至るまで安定した新島を形成できていない。しかし公海上で新たに形成された島は第一発見国がその領有を宣言できるため、当時アメリカ、旧ソ連、中国、韓国、フィリピンなどの艦船が頻繁に出没していた。
同年9月24日、第五海洋丸の遭難が発生。噴火を観測中の海上保安庁の測量船「第五海洋丸」が突然消息を絶ち、捜索の結果、噴火に巻き込まれたことを示す遺留品や船体の断片が見つかったため、田山利三郎測量課長を始めとする31名が遭難、全員殉職したものと認定された（付近の「高根礁」の爆発に巻き込まれた、との説もある。生存者や目撃者が存在しないため、真相は不明）。
1953年（昭和28年）、東京水産大学の海鷹丸が観測を実施。以前の観測結果と合わせて明神礁付近の海底図を完成させた。
その後も付近では海水の変色などがたびたび発生し、近辺海域に海底火山危険区域が設定された（平成11年8月9日に解除）。
その後、1989年（平成元年）に海上保安庁の自航式ブイ「マンボウ」による調査が行われ、明神礁が明神礁カルデラのカルデラ縁上に位置する後カルデラ丘であることが確認された。
1998年（平成10年）にも無人測量船「マンボウII」による調査が行われ、この海域の詳細な地形が明らかになっている。現在は目立った海水の変色などは確認されていないが、活発な熱水活動や噴気が確認されている。

## 年表
- 1869年：海中噴火
- 1870年：海中噴火、新島形成
- 1871年：海中噴火
- 1896年：新島出現
- 1906年4月14日：噴煙が上がる、軽石漂流
- 1915年4月-7月：浅瀬を形成、海中噴火
- 1934年：海中噴火
- 1946年
  - 2月：島が複数形成される
  - 12月：島が破壊され波浪礁になる
- 1952年
  - 9月17日：爆発と共に島が形成される
  - 9月23日：島が再び破壊され消滅する
  - 9月24日：第五海洋丸が噴火に巻き込まれ沈没、乗組員31名全員死亡（第五海洋丸の遭難）
  - 10月11日：島が形成される
- 1953年
  - 3月11日：大爆発多数・島が消滅する
  - 4月5日：島が再び形成される
  - 9月1日：青ヶ島から土砂を噴き上げる姿が見える規模の爆発が発生[3]
  - 9月3日：島が海面下に消滅
- 1954年11月4日：海中噴火
- 1955年6月25日：海中噴火
- 1960年7月21日：海中噴火、噴煙確認
- 1970年1月-4月：海中噴火、軽石漂流

1971年、1979年、1980年、1982年、1986年、1987年、1988年、2017年、2023年：海水変色

## 関連作品

### 絵画
池田遙邨『幻想の明神礁』
1952年の噴火に影響を受けた池田が同年に描いた。池田は、大海に島が誕生したという事件に夢とロマンを感じ、興奮した感じで描いたと述べている。作中には第五海洋丸と見られる船も描かれている。倉敷市立美術館が所蔵しており、2016年には、地元中学生の手で立体作品化された。

### 歌
田端義夫『恨みは深し明神礁』

### 映画
『ゴジラ』
冒頭、貨物船の消息不明が伝えられるシーンで、「明神礁の爆発の時にそっくりだ」というセリフがある。「第五海洋丸」の遭難を指している。
『ガメラ対ギャオス』
冒頭、明神礁の噴火がアナウンスされる。これは富士火山帯の異変の前触れだったという設定。

### 漫画・アニメ
『六神合体ゴッドマーズ』
主人公の搭乗するロボット・ガイヤーは、普段は明神礁に潜んでいる。